# FK 메탈루르크 스코페
FK 메탈루르크 스코페(마케도니아어: ФК Металург Скопје, FK Metalurg Skopje)는 스코페를 연고로 하는 북마케도니아의 축구 클럽이다.

## 성적
- 북마케도니아 1부 리그 준우승 3회 (2010-11, 2011-12, 2012-13)
- 북마케도니아 2부 리그 준우승 2회 (1993-94, 2007-08)
- 북마케도니아컵 우승 1회 (2010-11), 준우승 1회 (2013-14)
- 북마케도니아 슈퍼컵: 준우승 1회 (2011)